# میمون عنکبوتی سرسیاه
میمون عنکبوتی سرسیاه (نام علمی: Ateles fusciceps) نام یک گونه از سرده میمون عنکبوتی است.

## نگارخانه

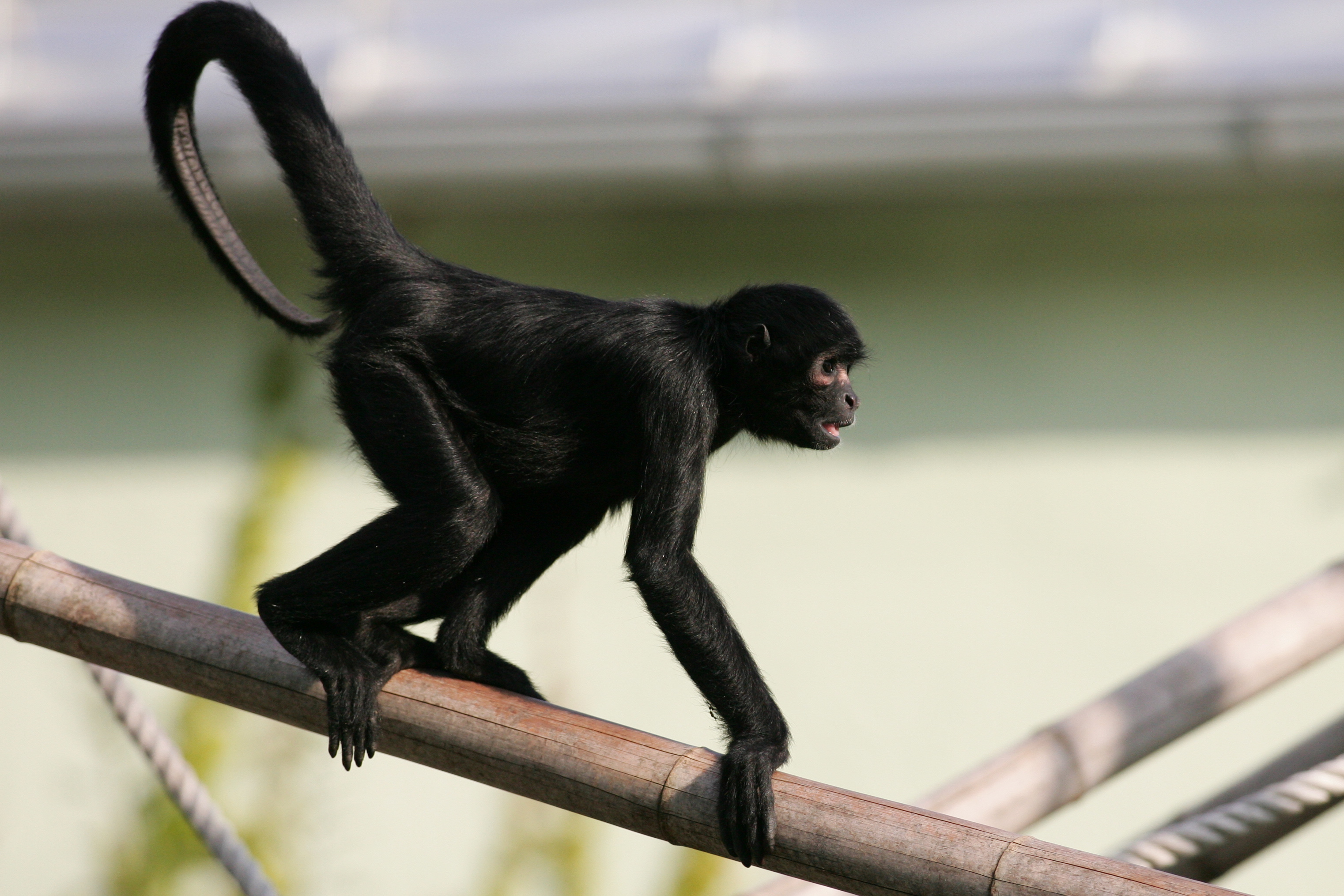
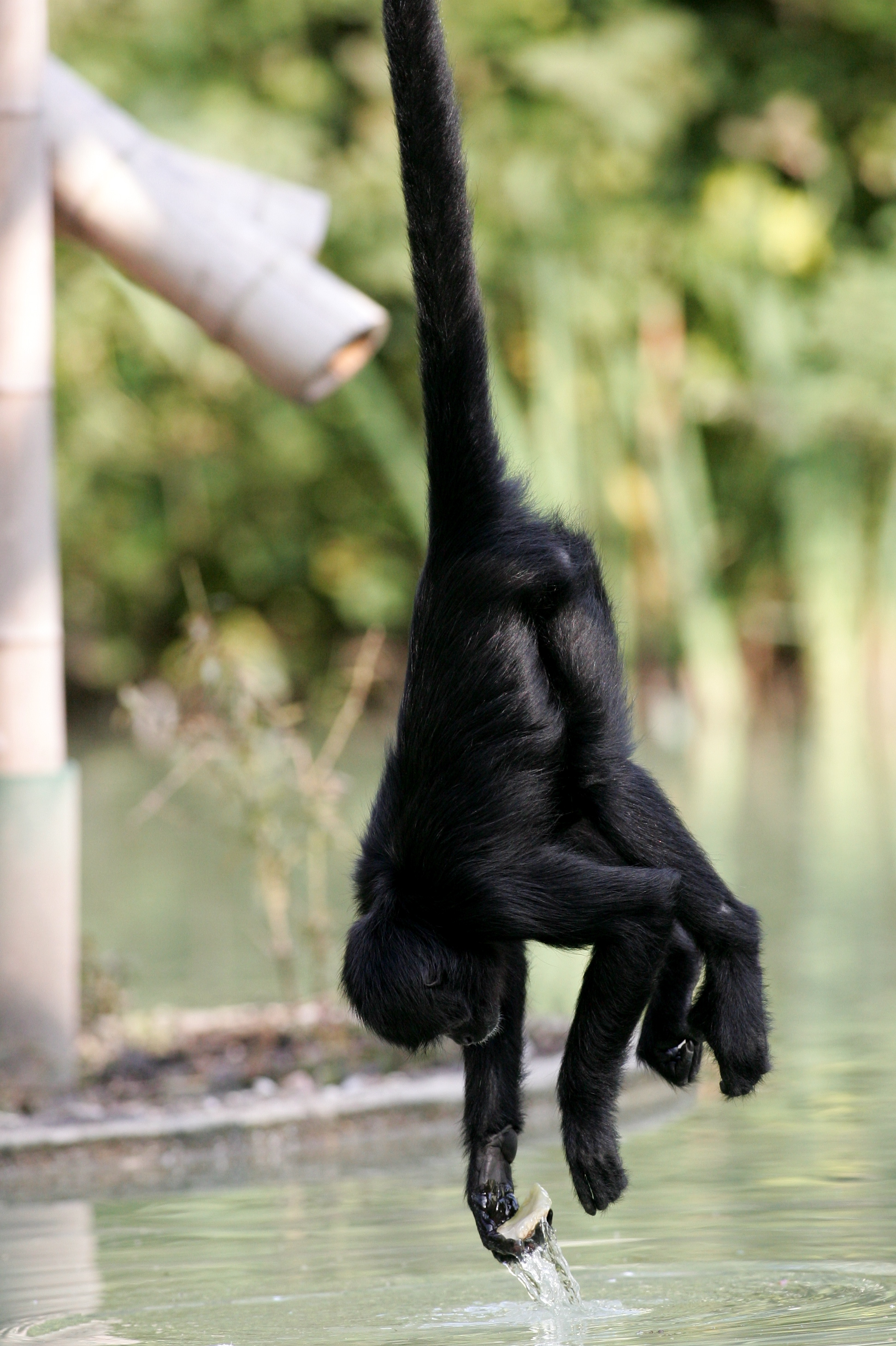